# Kvarteret Bollen
Kvarteret Bollen ligger centralt i Råsunda stenstad i Solna kommun mellan Råsundaskolan, Kvarteret Fyrväpplingen och Råsundas villaområden. Bollen är idag bebyggd av Riksbyggen för Solna kommuns räkning med ett äldrecentrum, vårdcentral och förskoleverksamhet.
En ny detaljplan för kvarteret Bollen har antagits av Solna kommun.

## Historia
Kvarteret Bollen planlades 1907 av Råsunda Förstadsaktiebolag för sluten stadsbebyggelse av innerstadskaraktär. Planen tilläts inte läggas fram för Konungen av Kungliga byggnadsstyrelsen eftersom Råsunda Förstadsaktiebolags tillhörande byggnadsordning avvek från lagstiftningen. Stadsplanen kunde tillämpas ändå som äldre stadsplan giltig genom hävd eller av ålder bestående plan. 1912 kunde en del av samma plan för Råsunda stenstad fastställas av Konungen för Råsunda stenstad. I den planen planlades området för sluten stadsbebyggelse med av ingenjör Nils Gellerstedt fördold föreslagen alternativdragning för Sundbybergsbanan längs nuvarande stråkvägen och ett nytt spårvägsförslag längs nuvarande parkvägen.
1915 ändrades stadsplanen genom fastställande av områdets första genom staten laga kraftvunna byggnadsordning med omfattande möjligheter till undantag och avvikelser från Byggnadsstadgan.
Kring 1920 bytte Länsstyrelsen i Stockholms län och Byggnadsstyrelsen besättningar och de nya besättningarna hade främst regional infrastruktur och egen ekonomi för ögonen. För kvarteret Bollen innebar saken att länsstyrelsen avslog byggnadslov i enlighet med stadsplanen samt att länsstyrelsen tillsammans med länsarkitektfunktionen avslog alla planförslag för området oavsett innehåll och efterföljsamhet av myndigheternas anvisningar. Förstadsaktiebolaget lyckades dock efter förhandlingar utverka att kvarteret bebyggdes med tennisbana tills infrastrukturplanerna formellt vunnit någon form av ställning.
Tennisbanan i kvarteret Bollen rönte enligt Råsundaboken stort lokalt intresse och i kvarteret Bollen bildades Råsunda tennisförening. Tenniskungen ska enligt Råsundaboken frekvent ha besökt tennisbanan när den var i fullgott bruk. Vid byggandet av tennisbanan hade konstruktören dock missbedömt områdets avrinningsmöjligheter varför planen ibland var svårspelbar. Förstadsbolaget gjorde det bästa av saken och anlade isbana på vintern för skridskoåkning samt gjorde kvarteret till områdets vattenreservoar tillsammans med nuvarande Råsunda torg och delar av Råsundastadion. Kvarteret såldes även till ett annat bolag som handhavde idrottsverksamheten samt planerade att exploatera marken.
1923 utkom statens förortsbanekommission med sitt betänkande där en betydande del av kvarteret Bollen skulle tas i bruk som en del av banvallen för ”statens” huvudförslag till lösning av förortsbanefrågan. Statens förortsbanekommission hade omklassificerats år 1922 från att vara en statens specialenhet till bangårdsavtalet 1923, till att vara ett arbetslöshetsinstrument för ingenjörerna Winell och Gellerstedt varför det i praktiken aldrig förelåg något reellt allmänintresse för SOU 1923:21 eller övriga spårvägsförslag i området av Winell eller Gellerstedt. 
1927-1935 pågick Stockholms med omnejds första regionplanering där kvarteret Bollen i förslagen till regionplan skulle till stor del tas i bruk för en motorväg längs nuvarande stråkvägen och ”statens” huvudförslag till förortsbanelösning i SOU 1923:21. 1932 uppstod betydande problem för regionplanerarna efter att staten med dess myndigheter deklarerat att SOU 1923:21 inte var ett allmänintresse och verksamheten kring SOU 1923:21 med alternativförslag var en pajasverksamhet samt instruerat riksdagen om att den inte under några förutsättningar borde gå i författning om något sådant förslag utan att saken skulle utredas i fullgod ordning av statsmyndigheterna samt att Stockholms stad deklarerat att spårförslagen var fullkomligt illusoriska och tillvägagångssätten för att åstadkomma markreservationer för föga legala och sammantaget asociala.
1934 påtvingades Råsunda Förstadsaktiebolag en planändring för området samt tvingades konsultera länsarkitekten och regionplaneraren Edvin Stenfors för att utföra planändring för området. Länsarkitekten misslyckades dock med att sälja in av planändringen varför den kritiserades svårt i pressen och municipalsamhället misslyckades med att kungöra och anta planändringen i laga ordning. Likaså misslyckades länsarkitekten med bebyggelseplaneringen varför en utdaterad karta från Råsunda ingenjörskontor från 1920 låg till grund för bebyggelseplaneringen i den mån någon sådan överhuvudtaget hunnit utföras. Eftersom Konungen vägrade befatta sig med planändringen utan enligt protokollet ”låtit” vid propå ansåg sig spårvägsmannen Henning Leo till slut tvungen att fastställa planändringen i Konungens frånvaro med hela tre implicita förbehåll och två explicita förbehåll där det främsta förbehållet för planändringens giltighet var att provisoriska byggnadsföreskrifter skola tillämpas. Henning Leo undertecknade dock aldrig vare sig beslut eller plankarta enligt lag och sed, och inte heller var han statsminister och Konungen befann sig i riket.  I planändringen var kvarteret Bollen planlagt som idrottsområde med reservationer för SOU 1923:21, regionalt motortrafikledsförslag längs nuvarande stråkvägen och Winells spårförslag från 1910 rakt över nuvarande Råsundaskolan. Kungl. Maj:ts förbehåll bröts tämligen omgående.
1935 tvingades Nils Edén till reträtt från SOU 1923:21 efter att staten deklarerat att mark skulle användas på det sätt den var bäst lämpad till samt börjat bebygga alla områden i dess ägo som berördes av SOU 1923:21 helt utan hänsyn till Nils Edéns invändningar och krav på markreservationer. Nils Edén lät ingenjör Nordendahl avskeda arkitekt Scherman ur regionplaneringen som hämnd för att Scherman ansågs ha kollaborerat med arkitekt Gunnar Asplund och statens spårverksamheter i frågan.
1936 godkände länsstyrelsen Råsunda Förstadsaktiebolags dispensansökan från stadsplan fastställd 1912 avseende byggandet av ny tennishall i kvarteret Bollen. 
1945-1974 belades kvarteret Bollen med ytterligare byggnadsförbud för idrottsverksamheten av Solna stad för att tilltvinga sig marken och Solna stad inledde ett flertal försök att expropriera marken.
1956 föreskrev Solna Generalplan att Solna stads eget tunnelbaneförslag skulle dras genom eller under kvarteret och att området Råsunda skulle saneras. 1975 ändrades Generalplanen till att Råsunda skall saneras och bebyggas med miljonprogramsbebyggelse.
1975 övergick kvarteret Bollen i Solna stads ägo i samband med expropriationsmål inför nuvarande Nacka Tingsrätt sedan ärendet överförts från annan rätt med anledning av omorganisation.
1979 fastställde länsstyrelsen en ny plan för kvarteret Bollen med 4 våningshus och bestämmelse om att del av den framtida bebyggelsen skulle utvisa särskild miljöhänsyn mot närliggande byggnadsminne.
1980 bebyggdes området av riksbyggen som vid byggnationen gavs byggnadslov för ett sexvåningshus och omfattande bebyggelse på prickmark som ansågs härröra från SOU 1923:21 men som ingen riktigt kunde förstå hur det kommit med i planen.
2015 antog Solna stad ny plan för kvarteret Bollen där kvarteret ska bebyggas med något som åminner om 1912 år stadsplans slutna bebyggelse.